# Pákistán na Letních olympijských hrách 1976
Pákistán se účastnil Letní olympiády 1976 v kanadském Montréalu. Zastupovalo ho 24 mužů v 5 sportech.

## Medailisté
| Medaile | Jméno | Sport         | Soutěž      |
| ------- | --- | ------------- | ----------- |
| Bronz   | Saleem Sherwani Manzoor Hassan Munawarux Zaman Saleem Nazim Rasool Akhtar Iftikhar Syed Islahud Din Manzoor Hussain Abdul Rashid Shanaz Sheik Samiullah Khan Qamar Zia Arshad Mahmood Arshad Ali Chaudry Mudassar Asghar Haneef Khan | Pozemní hokej | turnaj mužů |